# آرتین جلو
آرتین جلو (به لاتین: Artin Jelow) یک منطقهٔ مسکونی در افغانستان است که در ولایت بدخشان واقع شده‌است.